# Jamesdicksonia ischaemiana
Jamesdicksonia ischaemiana är en svampart som först beskrevs av Thirum. & Pavgi, och fick sitt nu gällande namn av R. Bauer, Begerow, A. Nagler & Oberw. 2001. Jamesdicksonia ischaemiana ingår i släktet Jamesdicksonia och familjen Georgefischeriaceae.   Inga underarter finns listade i Catalogue of Life.